# Nonnetjeszwammot
De nonnetjeszwammot (Triaxomera fulvimitrella) is een vlinder uit de familie echte motten (Tineidae). De wetenschappelijke naam is voor het eerst geldig gepubliceerd in 1830 door Sodoffsky.
De soort komt voor in Europa.